# Presidente de la Corporación de Radio y Televisión Española
El presidente de la Corporación de Radio y Televisión Española es el máximo responsable de la Corporación RTVE. Se encarga de presidir y convocar las reuniones del Consejo de Administración y ejerce la dirección ejecutiva ordinaria de la empresa pública.
Asimismo, ostenta la representación legal de la Corporación RTVE para la realización de cuantos actos sean necesarios en el desempeño de esa dirección ejecutiva ordinaria, pudiendo celebrar con terceros en el marco de sus atribuciones cuantos actos, contratos y negocios jurídicos sean necesarios para la realización del objeto social y la conclusión de los objetivos generales de la Corporación.
Desde el 2 de diciembre de 2024, la presidencia de RTVE la ocupa José Pablo López Sánchez.

## Funciones
De acuerdo a la Ley 17/2006, de 5 de junio, de la radio y la televisión de titularidad estatal, al presidente de la Corporación le corresponde:
1. Ejecutar y hacer cumplir los acuerdos del Consejo de Administración.
2. Nombrar y cesar al equipo directivo de la Corporación RTVE.
3. Aprobar la organización básica de la Corporación RTVE y sus modificaciones.
4. Aprobar todos los contratos, convenios, acuerdos y negocios jurídicos no incluidos en el artículo 16.4 g) de esta ley.
5. Preparar la formulación de las cuentas anuales de cada ejercicio económico de conformidad con la legislación mercantil.
6. Elaborar el anteproyecto de presupuesto de explotación y capital de la Corporación RTVE.
7. Elaborar el informe anual sobre la gestión de la Corporación RTVE y sus filiales y sobre el cumplimiento de las misiones de servicio público encomendadas, el contrato programa con el Estado y las demás obligaciones de carácter económico-financiero previstas en el artículo 129.3 de la Ley General Presupuestaria asumidas por la Corporación RTVE en razón de su carácter público.
8. Ejecutar las directrices generales de actuación de la Corporación RTVE aprobadas por el Consejo de Administración, así como ejecutar los principios que dicho órgano apruebe sobre producción, actividad comercial y programación en la radio y televisión estatales.
9. Aprobar y celebrar los actos, contratos y negocios jurídicos en las materias y cuantías que acuerde el Consejo de Administración conforme a lo previsto en el artículo 16.4 g).
10. Dirigir y coordinar las actividades de los órganos directivos de la Corporación RTVE de conformidad con las directrices del Consejo.
11. Conferir y revocar poderes.
12. Proponer al Consejo de Administración el nombramiento y cese, en Junta general, de administradores de las sociedades filiales.
13. La jefatura superior del personal y de los servicios de la Corporación RTVE bajo las directrices básicas que en esta materia establezca el Consejo de Administración.
14. Será el responsable de los ficheros automatizados de la Corporación RTVE y velará por el cumplimiento de la legislación de protección de los datos personales.

### Delegación de competencias
De acuerdo con el artículo 21 de la Ley de la radio y la televisión de titularidad estatal, el Consejo de Administración puede delegar de modo permanente en el presidente cualesquiera otras funciones del Consejo de Administración, lo que requerirá la mayoría de dos tercios de sus componentes.
Cabe señalar, que la propia ley limita esta delegación, no pudiendo el Consejo delegar sus funciones en materias relativas a nombramiento de personal de primer nivel, asuntos de materia económico-presupuestaria, órganos de control interno, las relativas al derecho fundamental del artículo 20.3 de la Constitución o la propuesta de cese de un miembro del Consejo.

## Nombramiento, cese y administrador provisional único

### Nombramiento
De acuerdo con el Real Decreto-ley 5/2024, de 22 de octubre, por el que se modifica la Ley 17/2006, de 5 de junio, de la radio y la televisión de titularidad estatal, para adoptar medidas urgentes relativas al régimen jurídico aplicable a la Corporación RTVE, el Congreso de los Diputados es el órgano encargado de elegir al Presidente de la Corporación y del Consejo de Administración, por mayoría de dos tercios, de entre los quince miembros que forman el Consejo. De no alcanzarse esta mayoría y, pasadas 48 horas, el Congreso debe volver a votar y bastará con una mayoría absoluta para confirmar al candidato a Presidente de RTVE.

### Cese
El cese del presidente de la Corporación se ajusta a los requisitos generales de cese del resto de miembros del Consejo de Administración:
1. Renuncia expresa notificada fehacientemente a la Corporación RTVE.
2. Expiración del término de su mandato.
3. Separación aprobada por el Congreso de los Diputados por mayoría de dos tercios, a propuesta del Consejo de Administración, por:
  1. Incapacidad permanente para el ejercicio del cargo.
  2. Condena firme por cualquier delito doloso.
  3. Incompatibilidad sobrevenida.
  4. Por acuerdo motivado.
4. Decisión del Congreso de los Diputados por mayoría de dos tercios de sus miembros.

### Administrador único
La figura del administrador único es una figura recogida en la Ley de Sociedades de Capital de 2010. El administrador único es un cargo que asume todos los poderes de una sociedad para su administración. La Ley de la radio y la televisión de titularidad estatal recoge esta posibilidad, si bien en su artículo 22 prohíbe que pueda ocupar esta posición aquel Presidente de la Corporación que haya sido cesado, junto con el resto del Consejo de Administración, debido a una mala gestión económica.
En 2018 se introdujo una reforma en la forma de elección del presidente, que exige que si pasados quince días, siguiese sin haber mayorías suficientes para nombrar a los consejeros, el Gobierno puede proponer un administrador provisional único que asuma las competencias tanto del Consejo como de la Presidencia de la Corporación con el mismo procedimiento anterior. Este administrador provisional único se encargará de la administración y representación de la Corporación hasta que se produzcan los nombramientos de los consejeros. Esta cláusula excepcional fue utilizada por primera vez el 27 de julio de 2018, nombrando a Rosa María Mateo como administradora provisional única con 180 votos a favor de los 350 posibles.

## Presidentes de RTVE
La cabeza de la televisión y radio públicas se denomina Presidente desde el año 2007, para ver a los directores generales desde la constitución de RTVE, véase el listado completo.
- Luis Fernández Fernández (2007-2009).
- Alberto Oliart Saussol (2009-2011).
- Leopoldo González-Echenique (2012-2014).
- José Antonio Sánchez Domínguez (2014-2018).
- Rosa María Mateo (2018-2021). (en calidad de administradora provisional única).[9]
- José Manuel Pérez Tornero (2021-2022).[10]
- Elena Sánchez Caballero (2022-2024). Interina.[11]
- Concepción Cascajosa (2024). Interina.[12]
- José Pablo López (2024-). [13]